# Topky
TOPKY – polski zespół wykonujący muzykę z pogranicza gatunków muzycznych disco polo i dance. Zespół powstał w 2021 roku podczas rozłamu zespołu TopGirls. Zespół wyróżniony diamentową, oraz kilkoma platynowymi i złotymi płytami ZPAV. 

## Kariera

### Kariera muzyczna
Paula Karpowicz-Zimecka i Angelika Żmijewska w latach 2016-2021 były członkiniami grupy TopGirls. W roku 2021 postanowiły odejść z zespołu i założyć swój duet pod nazwą Topky. Pierwszy singlem pod nową nazwą był utwór „Szpile” który zdobył na platformie YouTube 10 milionów wyświetleń. Topky mają na swoim koncie udane współpracę z czołowymi zespołami z branży. Wraz z MiłymPanem i zespołem Defis stworzyły utwór „Jeden taniec jedna noc”. Z Łobuzami wydały „Dawaj mi pyska”, a z Ronniem Ferrari „Zatańcz ze mną”. 

## Dyskografia
Certyfikowane utwory
| Rok  | Tytuł                                          | Certyfikat                 |
| ---- | ---------------------------------------------- | -------------------------- |
| 2021 | „Szpile”                                       | - ZPAV: platynowa płyta    |
| 2021 | „All For You”                                  | - ZPAV: złota płyta        |
| 2021 | „Bez wad”                                      | - ZPAV: złota płyta        |
| 2022 | „Jeden taniec jedna noc” (oraz Defis, MiłyPan) | - ZPAV: diamentowa płyta   |
| 2023 | „Pokora”                                       | - ZPAV: złota płyta        |
| 2023 | „Dawaj mi pyska” (oraz Łobuzy)                 | - ZPAV: 2× platynowa płyta |
| 2023 | „Zatańcz ze mną” (gośc. Ronnie Ferrari)        | - ZPAV: złota płyta        |
| 2024 | „Nie liczy się nic”                            | - ZPAV: złota płyta        |
| 2024 | „Kto wkurzy cię jak ja”                        | - ZPAV: platynowa płyta    |
| 2024 | „W co ty grasz”                                | - ZPAV: złota płyta        |